# جامعة جيجانغ للصناعة والتجارة
جامعة جيجيانغ للصناعة والتجارة أو جامعة جيجيانغ قونقشانغ (بالصينية:浙江工商大学)؛ تُختصر عادةُ باسم ZJGSU أو ZJSU ،وهي جامعة صينية تركز على مجالات العلوم الاجتماعية، تدير الجامعة مقاطعة جيجيانغ،وتقع الجامعة في هانغتشو ولها فرعين، فرع الشياشا الجديد وفرع الجياوجونج لو القديم.

## التاريخ
تأسست في عام 1911 ككلية وكان اسمها كلية هانغتشو المهنية للأعمال (أول كلية أعمال صينية). في عام 1980 ، أصبحت معهدًا عامًا معتمدة من قبل وزارة التربية باسم معهد هانغتشو للتجارة . في عام 2004 ، تم تغيير اسمها إلى جامعة جيجانغ للصناعة والتجارة أو ججيانغ قونغشانغ.

## الكليات والأقسام
- تشانغ نايكي يكرم كلية
- كلية التجارة
- كلية إدارة الأعمال
- كلية الاقتصاد
- كلية المالية
- كلية الإحصاء والرياضيات
- كلية المحاسبة
- كلية السياحة
- كلية الحقوق
- كلية علوم الأغذية والتكنولوجيا الحيوية والهندسة البيئية
- كلية المعلومات والهندسة الالكترونية
- كلية علوم الحاسوب وهندسة المعلومات
- كلية الإنسانية والاتصال الجماهيري
- كلية الإدارة العامة
- كلية اللغات الأجنبية
- كلية اللغة والثقافة اليابانية
- كلية تصميم الفن